# Dendrobium compactum
Dendrobium compactum là một loài thực vật có hoa trong họ Lan. Loài này được Rolfe ex W.Hackett mô tả khoa học đầu tiên năm 1904.